# Brachynomada chacoensis
Brachynomada chacoensis är en biart som beskrevs av Holmberg 1886. Brachynomada chacoensis ingår i släktet Brachynomada och familjen långtungebin. Inga underarter finns listade.